# Édouard Béliard
Pour les articles homonymes, voir Béliard.
Édouard Béliard (né à Paris vraisemblablement le 24 novembre 1832 et mort à Étampes le 28 novembre 1912) est un peintre français et un ancien maire d'Étampes.

## Biographie

### Jeunesse
Édouard Béliard nait à Paris, vraisemblablement en 1832. La date exacte de sa naissance n'est pas connue, son acte de naissance ayant disparu lors des incendies de la Commune en 1871. De nombreuses sources mentionnent le 24 novembre 1832 comme date de naissance,, d'autres 1834, voire 1835. Pour la même raison, son nom de naissance n'est pas non plus connu : vraisemblablement Édouard Joseph Béliard, mais certaines sources le mentionnent sous le nom d'Edmond Joseph Béliard,. Ses parents se sont mariés en 1832 à Étampes, dans l'ancienne Seine-et-Oise. Son père, né à Thouars en 1805, est négociant. Sa mère, née à Étampes en 1813, meurt en 1835. Son père se remarie en 1836.
Béliard aurait été scolarisé au collège Henri-IV à Paris, avant d'être embauché à 15 ans par un notaire à Étampes ; entre 1848 et 1851, il est le secrétaire particulier d'Alphonse Esquiros, auteur romantique et homme politique (exilé après le coup d'État du 2 décembre 1851).

### Artiste
Pendant les années 1850, Béliard se rapproche des milieux artistiques parisiens. Il rencontre Camille Pissarro en 1860 à l'Académie du Père Suisse. Ultérieurement, il se lie avec Paul Cézanne, Armand Guillaumin, et Ludovic Piette. En 1868, il expose une œuvre, Intérieur d'atelier, au Salon. La plupart de ses toiles sont détruites pendant la guerre franco-allemande de 1870,. Il semble rejoindre Pissarro à la fin de l'été 1872 en s'installant à Saint-Ouen-l'Aumône.
Le 8 décembre 1873, Béliard épouse Émilie Clara Dubec à Saint-Ouen-l’Aumône ; elle n'a alors que 16 ans : Béliard en a 25 de plus.
En 1873, Béliard expose une toile au Salon des refusés : Rue Rochechouart (étude). À la fin de l'année, il est l'un de signataires à l'origine de la création de la Société anonyme des artistes peintres, sculpteurs et graveurs, société à l'origine de la première exposition des peintres impressionnistes, qui ouvre à Paris le 15 avril 1874. Béliard présente quatre peintures,,. Lors de la deuxième exposition des impressionnistes, en 1876, il expose huit paysages dont cinq sont situés à Pontoise, ville à proximité de laquelle il a séjourné jusqu'au début de l'année 1875.
Après 1876, Béliard quitte le milieu artistique parisien et s'installe durablement à Étampes ; en particulier, il ne participe à aucune exposition impressionniste ultérieure. Il se sépare de son atelier parisien en 1880. Il soumet toutefois encore trois toiles aux Salons : une en 1880 (Le Faubourg Saint-Martin à Étampes, pendant la neige) et deux en 1881 (L'Housche de Saint-Martin, à Étampes et Les Courtils de Saint-Martin, à Étampes).

### Action politique
Dans une lettre datant de 1877, Émile Zola mentionne qu'Édouard Béliard est inspiré par les écrits de Pierre-Joseph Proudhon. Après avoir délaissé la carrière de peintre, Béliard s'investit dans la politique locale : il est élu conseiller municipal d'Étampes en 1878, 1881, 1884, 1886, 1890, 1904, 1908 et 1912,. En 1892, il est élu maire la ville, puis réélu en 1896.

## Œuvres dans des collections publiques
- Musée intercommunal, Étampes :
  - Bord de l'Oise à Pontoise
  - Rue Chauffour à Étampes
  - Étampes, place l'Ouche[20][réf. non conforme]
  - Paysage urbain (no 1[21])
  - Paysage urbain (no 2[22])
  - Paysage urbain (no 3[23])
  - Rivière et Pont[24]

- Musée Tavet-Delacour, Pontoise :
  - Promenade des Fossés, à Pontoise (1872[25])
  - Pontoise vue depuis le quartier de l'écluse (1872[26])

## Postérité
En 2024, très peu d'œuvres d'Édouard Béliard sont répertoriées et aucun catalogue raisonné n'existe.
Une rue porte son nom à Étampes : la rue Édouard-Béliard.
Èdouard Béliard était un ami de longue date d'Émile Zola, avec qui il a entretenu une correspondance. Ce dernier s'est toutefois inspiré de Béliard pour le personnage du peintre Gagnière dans son roman L'Œuvre (1886), jeune peintre plus attiré par la musique que par la peinture et qui finit par quitter Paris pour Melun. Dans ses notes, Zola écrit : « Raté comme peintre. Prendre là Béliard. À peine quelques toiles qui se couvrent de poussière. Le raté retourné chez lui,. »